# International Boxing Organization
Die International Boxing Organisation (IBO) ist eine Boxorganisation, die offizielle Kämpfe ausrichtet und die IBO-Weltmeistertitel im Profiboxen verleiht. Sie hat ihren Sitz in Coral Gables, Florida (USA).
Die IBO ist im Verhältnis zu den vier großen und international anerkannten Organisationen WBC, WBA, WBO und IBF eine weniger bedeutende, kleine Organisation. Zahlreiche bekannte Boxer halten oder hielten den Weltmeistertitel der IBO in ihrer jeweiligen Gewichtsklasse, unter anderem Manny Pacquiao, Floyd Mayweather Jr., Roy Jones Jr., Bernard Hopkins, Gennadi Golowkin, Marco Huck, Lennox Lewis, Wladimir Klitschko, Tyson Fury, Anthony Joshua und Oleksandr Ussyk.
Die IBO kaufte die unabhängige Computerrangliste IWBR, schaffte es allerdings nie, daraus Kapital zu schlagen. Sie hatte jedoch schon mehrere Boxer als Titelträger, die in den unabhängigen Ranglisten als Nummer eins gewertet wurden, obwohl sie zu dem Zeitpunkt keinen Titel der anderen Weltverbände hielten. Ein prominentes Beispiel war Antonio Tarver, der nach seinem Sieg über Roy Jones junior linearer Weltmeister wurde und als „richtiger Halbschwergewichtsweltmeister“ galt, bis er gegen Hopkins verlor.

## Amtierende Weltmeister (Männer)
Stand: 10. Oktober 2020
| Gewichtsklasse:     | Titelträger:           | seit               |
| ------------------- | ---------------------- | ------------------ |
| Minifliegengewicht  | Nkosinathi Joyi        | 16. Dezember 2019  |
| Fliegengewicht      | Maximo Flores          | 25. August 2019    |
| Superfliegengewicht | Gideon Buthelezi       | 12. Dezember 2015  |
| Bantamgewicht       | Michell Banquez        | 12. Juli 2019      |
| Superleichtgewicht  | Jeremias Nicolas Ponce | 14. September 2019 |
| Weltergewicht       | Sebastian Formella     | 7. Juli 2019       |
| Mittelgewicht       | Gennadi Golowkin       | 5. Oktober 2019    |
| Halbschwergewicht   | Dominic Bösel          | 10. Oktober 2020   |
| Cruisergewicht      | Kevin Lerena           | 9. September 2017  |
| Schwergewicht       | Oleksandr Ussyk        | 24. September 2021 |

Vakant: Leichtfliegengewicht, Superbantamgewicht, Federgewicht, Superfedergewicht, Leichtgewicht, Superweltergewicht, Supermittelgewicht